# Ericson (adelsätt)
Ericson är namnet på en utgången adelsätt.
Stamfadern för adelsätten Ericson ska ursprungligen ha varit en vallon som inkallades till Nordmark i Värmland under Karl X Gustav för att upphjälpa bergsbruket där. En ättling till denna släkt, Nils Ericson (död 1803), var enligt Gabriel Anrep gruvägare vid Nordmarken, och gift med en prostdotter Maria Bergnér. Deras son Olof Ericsson (1779-1818) blev genom sitt äktenskap med Sofia Yngström gruvägare i Långbanshyttan men sålde sina andelar där när han kallades till föreståndare för bergsprängningen till Göta kanals bygge. Hans hustru, Sofia Yngström, var dotter till Långhyttans gruvägare och brukspatron Johan Yngström, även han av vallonsläkt, och Anna Westelius.
Olof och Sofia Ericsson fick två framstående söner, ingenjören Nils och uppfinnaren John Ericsson. Den äldre av dessa, Nils, blev i unga år verksam vid anläggandet av Göta kanal, avancerade till major i arméns mekaniska kår och överste, samt adlades 1854 enligt 1809 års regeringsform. Han ändrade vid adlandet stavningen av namnet till Ericson. Ätten introducerades 1856 på nummer 2324. År 1860 upphöjdes ätten till friherrelig rang och introducerades två år senare på nummer 403, varmed den adliga ätten nr 2324 blev utgången.
Nils Ericsons hustru var grevinnan Wendela Wilhelmina von Schwerin. Vid faderns död 1870 blev hans äldsta son John (1834–1895) friherre. Efter John Ericsons död 1895 blev Nils Ericsons andre son Werner (1838-1900) friherre. Båda dessa söner dog barnlösa, och följdes av Nils Ericsons tredje son Carl Wilhelm Ericson (1840–1928) som blev friherre 1900. När Carl Ericson avled 1928 blev hans son Nils friherre, men denne avled redan den 27 juni 1929 och den friherrliga ätten utslocknade därmed på svärdssidan. Hedvig Gustafva, dotter till den äldre Nils Ericson, gifte sig med en greve Mörner af Morlanda.
En samtida värmlänning med namnet Ericsson som även han var teknisk uppfinnare och konstruktör, Lars Magnus Ericsson, har inget samband med ätten Ericson.